# Tolga Tüzün
Tolga Tüzün (* 12. April 1971 in Istanbul) ist ein türkischer Pianist, Komponist und Interpret elektroakustischer Musik.

## Leben und Wirken
Tüzün erhielt ab dem Alter von elf Jahren klassischen Klavierunterricht. Nach seinem Bachelor-Abschluss an der Marmara-Universität in Verwaltungswissenschaften studierte er Komposition bei Pieter Snapper und Marc Wingate und Orchestrierung bei İlhan Usmanbaş und Hasan Uçarsu an der Technischen Universität Istanbul. Zur Vorbereitung seiner Promotion in Musikkomposition am CUNY Graduate Center studierte er Komposition bei David Olan und Tristan Murail in New York und bei Philippe Leroux in Paris. Er nahm an Meisterkursen mit Roger Reynolds, Rand Steiger, Edmund Campion, Mara Helmuth, Horacio Vaggione, Hughes Dufourt, Joshua Fineberg und Brian Ferneyhough teil.
Zwischen 2003 und 2005 unterrichtete Tüzün Harmonielehre und Komposition am Brooklyn College Conservatory of Music. 2005 und 2006 nahm er am Kurs für Komposition und Computermusik am IRCAM in Paris teil.
Tüzün schuf Solowerke, Kammermusik- und elektroakustische Musikwerke ebenso wie große Ensemble- und Orchesterwerke. Diese wurden auf verschiedenen Festivals in Amerika und Europa aufgeführt und auf Alben wie Periphery (2009) oder It’s About Time (2021) veröffentlicht. Auch verfasste er Filmmusiken.
Daneben trat Tüzün allein oder mit anderen Künstlern in der experimentellen, Jazz- und Elektronikszene auf. Auf seinen Alben Nix (Kalan Musik 2001) und Phoenix (2021) verbindet er Jazz- und zeitgenössische Musikelemente. Sein Duo mit dem Bassisten Özgür Yılmaz ist auf dem Album Estimate Map zu hören. Er gehörte zum Quintett von Oğuz Büyükberber (Off Monk) und arbeitete mit Musikern wie Korhan Erel, Nora Krahl, Ned Mc Gowan, Bob Ostertag, Frank Gratkowski, Nicolas Crosse, Jürg Solothurnmann, Çağlayan Yıldız, Sam Briton und Anıl Eraslan zusammen. Weiterhin initiierte er 2009 die Gründung des Laptop-Orchesters der İstanbul Bilgi Üniversitesi; das unter der Abkürzung IBULork bekannte Ensemble trat auch international, so 2014 auf der Biennale von Venedig, auf.
Als Sounddesigner hat Tüzün an verschiedenen Theaterstücken mitgewirkt. 2019 entwarf er den Klang für İnci Eviners Installation We, Elsewhere, die im türkischen Pavillon auf der Kunstausstellung der Biennale von Venedig präsentiert wurde.
Tüzün wurde 2007 als ordentlicher Professor an die İstanbul Bilgi Üniversitesi berufen, wo er Komposition und elektronische Musik unterrichtet. Seit 2010 leitet er die Musikabteilung der Universität.